# Örményország hívójelkörzetei
Örményország jelenleg (2024) nincs felosztva hívójelkörzetekre.
Örményország számára az ITU a EK hívójelprefixet határozta meg.
| Prefix | Körzet | Hely/jelleg                                    | ITU zóna | CQ zóna | 1 szintű QTH lokátor |
| ------ | ------ | ---------------------------------------------- | -------- | ------- | -------------------- |
| EK     | [0..9] | Örményország                                   | 29       | 21      | LN, LM               |
| RG     | [0..9] | Szovjetuniótól való függőség idején használták | 29       | 21      | LN, LM               |
| UG     | [0..9] | Szovjetuniótól való függőség idején használták | 29       | 21      | LN, LM               |

## Lajstromjel
Vízi és légi járművek lajstromjelezéséhez az EK prefixet használják.